# Caryodaphnopsis burgeri
Caryodaphnopsis burgeri là loài thực vật có hoa trong họ Nguyệt quế. Loài này được N.Zamora & Poveda miêu tả khoa học đầu tiên năm 1988.